# Babbitt, Minnesota
Babbitt, Minnesota (енгл. Babbitt) град је у америчкој савезној држави Минесота.

## Демографија
По попису из 2010. године број становника је 1.475, што је 195 (-11,7%) становника мање него 2000. године.
| Група             | 2000.         | 2010.         |
| Белци             | 1.651 (98,9%) | 1.447 (98,1%) |
| Афроамериканци    | 2 (0,1%)      | 0 (0,0%)      |
| Азијати           | 2 (0,1%)      | 3 (0,2%)      |
| Хиспаноамериканци | 0 (0,0%)      | 1 (0,1%)      |
| Укупно            | 1.670         | 1.475         |